# Saxdalen
Saxdalen est une localité de Suède dans la commune de Ludvika située dans le comté de Dalécarlie.
Sa population était de 670 habitants en 2019.